# Parmotrema ultralucens
Parmotrema ultralucens är en lavart som först beskrevs av Hildur Krog och fick sitt nu gällande namn av Hale. 
Parmotrema ultralucens ingår i släktet Parmotrema och familjen Parmeliaceae. Inga underarter finns listade i Catalogue of Life.